# Brackettville
Brackettville es una ciudad ubicada en el condado de Kinney en el estado estadounidense de Texas. En el Censo de 2010 tenía una población de 1.688 habitantes y una densidad poblacional de 205,6 personas por km².

## Geografía
Brackettville se encuentra ubicada en las coordenadas 29°19′6″N 100°24′38″O / 29.31833, -100.41056. Según la Oficina del Censo de los Estados Unidos, Brackettville tiene una superficie total de 8.21 km², de la cual 7.31 km² corresponden a tierra firme y (10.98%) 0.9 km² es agua.

## Demografía
Según el censo de 2010, había 1.688 personas residiendo en Brackettville. La densidad de población era de 205,6 hab./km². De los 1.688 habitantes, Brackettville estaba compuesto por el 85.13% blancos, el 1.6% eran afroamericanos, el 0.53% eran amerindios, el 0% eran asiáticos, el 0% eran isleños del Pacífico, el 10.9% eran de otras razas y el 1.84% pertenecían a dos o más razas. Del total de la población el 75.71% eran hispanos o latinos de cualquier raza.